# Чипровци
Чи́провци (Чи́провцы, болг. Чипровци) — старинный город в Болгарии. Находится в Монтанской области, административный центр общины Чипровци. Население составляет 2 026 человек.
Город находится в горной местности, в долине реки Огоста на западном отроге Старой Планины, неподалёку от границы с Сербией. Близ города находится горная вершина Миджур (2168 м).

## История
Первое поселение на месте нынешних Чипровцев возникло еще во времена фракийцев, и уже с тех пор велась добыча руды на этих землях. Здесь имеются залежи меди, свинца, олова, золота, серебра и железа. В римскую эпоху окрестности Чипровцев были одним из самых значимых районов добычи золота на Балканах. Имя поселка ведёт своё начало от латинского наименования меди купрум — первоначально Кипровец, потом Чипровец. Последнее название было в 1956 году официально переведено во множественное число: Чипровци (Чипровцы).

В эпоху поздней античности добыча руды имела большое значение для развития военного производства в римской Рациарии (нынешний Арчар). После VI века сюда пришли славяне и позаимствовали производственный опыт в области добычи руды у старожилов региона. В XIII—XVI веках Чипровцы были оживлённым горняцким поселком, имевшим значительные привилегии. В 1330 году, после злополучной Велбождской битвы, здесь поселились рудокопы-саксонцы из Трансильвании (Семиградья). Они способствовали дальнейшему развитию горного дела. После падения крепости Видин в 1396 году, вся Болгария была порабощена. О турецком иге в Чипровцах проф. Дуйчев писал: 
Турецкое завоевание застало саксонских рударей в этом краю. Неизвестно, каково было их положение в первые века турецкого владычества. Османская держава имела нужду в рудниках — и посему можно предположить, что она дала известные права шахтёрскому населению. "Островное" положение саксонских рударей среди болгарского населения оказалось судьбоносным для них. Лишённые возможности общения с своими соплеменниками и связей с Католической церковью, они неизбежно попали под сильное влияние местного болгарского населения. В документах XVI – XVII веков, содержащих сведения по Чипровскому краю, нет никаких упоминаний саксонских рударей, живущих в тамошних сёлах. Следует предположить, что ещё в первые века рабства, в 1-й половине XVI в., саксонские рудари растворились среди местного населения. Но и по исчезновении своём, они оставили по себе кой-какие следы. В языке болгарских шахтёров сохранился ряд слов явно-немецкого происхождения, унаследованных от саксонцев. В самом Чипровце один из районов вплоть до 2-й половины XVII века именовался «Саксонской махалой».

В окрестностях Чипровцев, в процветающих феодальных усадьбах болгарских боляр (бояр) Соймировых, после османского нашествия сосредоточилась большая часть уцелевшей болгарской аристократии. В первые три века иноземного владычества Чипровцы переживают свой экономический, политический и культурный расцвет. Каковому расцвету весьма способствовали поселившиеся здесь павликиане и дубровницкие торговцы, кои, наряду с болгарскими аристократами, составили основную часть населения града. Из ремесел наибольшее развитие получило ювелирное дело. Высокохудожественная продукция в XVI веке превратила город в один из крупнейших центров ювелирного дела на Балканском полуострове, наряду с Константинополем, Салониками и Белградом. Торговля известными чипровскими бокалами процветает не только на Балканах и в пределах Османской империи, но достигает и Центральной Европы. В этой всё богатевшей культурной среде строились церкви, монастыри, школы, богатые и красивые дома. Параллельно гражданскому развитию, в XVI веке, усилиями дубровницкой диаспоры, возрождается Католическая церковь. Папы взяли под защиту католический очаг в Чипровцах. Город один за другим посещают папские ревизоры: епископ города Нин Пётр Цедулин, хорват Александр Комулович и иезуит Тома Радио. В 1578 г. два священника служили в чипровской церкви на латыни. В последующие десятилетия Чипровцы стали своеобразным католическим центром, куда стекались болгары-католики почти со всей страны. Тут обосновались семейства Парчевичей, Пеячевичей, Кнежевичей, Мариновичей и др. — все из старых болярских родов. Этот город избрал епископской резиденцией болгарин Илия Маринов, рукоположенный в 1624 г. в Риме во епископы Софийские. Отсюда руководил он церковными приходами Болгарии и Валахии, по его инициативе папа Урбан VIII (1623—1644) через несколько месяцев «объединил болгарских францисканских миссионеров в отдельную францисканскую кустодию». После него на епископский престол сел Пётр-Богдан Бакшев (Деодат). Его самоотверженные труды заслужили всеобщее признание. Благодаря ему, в Чипровцах 33 года билось сердце самой Болгарии. В своём докладе в Рим от 1640 года он писал: 
Это царство Болгарское прекрасно. Украшено оно широкими полями, высокими планинами и холмами, благоуханными лесами и дубравами, орошаемо различными реками и ручьями.
 О Кипровце же писал он так: 
То село Кипровец платит султану налог товарами и деньгами... Та планина Хемус по склонам покрыта травами и плоские вершины имеет, где нет лесов, а есть овечьи пастбища, где летом пасутся такие стада, что владельцы могут взимать ежегодно около 500 эскудо лишь за выпас овец... И я бы не искал других доходов, если бы владел тою планиной.
В XV—XVI вв. город имел 6000 жителей, а в XVI—XVII вв. был экономическим и культурным центром Северо-Западной Болгарии. Согласно одному преданию, в воеводство Чипровцы входили земли между валашским селом Мартиново и болгарским селом Горно Озирово. И был в нём лишь один турецкий чиновник.
В XVI веке зародилась Чипровская литературная школа. Ее вершинами были: «Абагар» Филиппа Станиславова, богословские, философские и исторические произведения Петра Богдана, Якова Пеячевича и Крыстю Пейкича. Во главе борьбы за национальную независимость в середине XVII века стояли чипровчане Петр Богдан и Петр Парчевич. Первоначально они полагались на помощь западных держав и папы, но разочаровались и начали самостоятельную подготовку к народному бунту. В сентябре 1688 года вспыхнуло Чипровское восстание, во главе с Георгием Пеячевичем, Богданом Мариновым, братьями Иваном и Михаилом Станиславовыми и Петром Парчевичем. В урочище Жеравица состоялось решительное сражение, в котором войска турецкого вассала — трансильванского князя Имре Тёкёли (Имре Текея) разгромили восставших болгар. Те, кто остались в живых, укрепились в Чипровцах и в Чипровском (Гушовском) монастыре, однако их сопротивление тоже было сломлено. Наступили неслыханные зверства. Больше половины населения было истреблено. Большая часть уцелевших нашла спасение в Валашской, Мадьярской и Хорватской землях. Город был сожжён, опустошён и разорён, он никогда не смог достичь былого своего величия.
Лишь в 1737 г. на пепелище Чипровецком вновь появились жители. Ставри Попов утверждал, что новые чипровчане произошли из сёл, прилегающих к Пироту, Цариброду и Берковице. Они-то и восстановили старый Кипровец. В 1812—1820 гг. некоторые потомки повстанцев 1688 года вернулись, с разрешения султана, из Валахии в Болгарию.
Чипровци восставали и в 1836 г. (Манчовата буна), и в 1837 г.. Участвовали чипровчане и в Видинское восстание 1850 года. Имеется устное предание, что жители Чипровцев — беглецы от турецких зверств, после этого восстания заселили село Трекляно, близ Кюстендила. В доказательство приводят распространение чипровского говора в тех краях.
В XIX веке в Чипровцах большое развитие получило ковроткачество. Ковры ткут на вертикальных станках и украшают яркими узорами. Чаще всего встречаются узоры с птицами, которые называются пилетата (цыплята), абстрактные зигзаги под названием лозите (лоза), а также таинственные группы черных треугольников, которые называют кара-качка (черноглазая невеста). В 1879 году Чипровцы преподнесли князю Дондуков-Корсакову гигантский ковёр кара-качка, размером 7 Х 6 m. Позднее такими коврами украшали министерские кабинеты.

## Известные уроженцы
- Камелия (род. 1971) — болгарская поп-фолк певица и телеведущая.